# 64 Trump Collection: Alice no Waku Waku Trump World
64 Trump Collection: Alice no Waku Waku Trump World o 64 Trump Collection - Alice's Exciting Trip to Trump World (64トランプコレクション～アリスのわくわくトランプワールド～) és un videojoc de cartes basat en Alícia al País de les Meravelles per la Nintendo 64. Va ser llançat el 1998 només al Japó. El joc no es va rebre bé en territoris de parla anglesa. La revista N64 va descriure el joc com un "joc de cartes temàtic d'Alícia al País de les Meravelles", que era considerat "un veritable Lenny Bennett d'un joc".